# 이건무
이건무(李健茂, 1947년 9월 19일 ~ )는 대한민국의 고고학자이며, 제4대 문화재청장을 역임했다. 본관은 우봉(牛峰), 호(號)는 계산(溪山)이다.

## 학력
- 삼선고등학교 졸업
- 서울대학교 고고인류학 학사
- 한양대학교 대학원 고고학 석사
- 고려대학교 대학원 문화재학 박사

## 경력
- 1984 ~ 1986년: 국립경주박물관 학예연구실 실장
- 1989 ~ 1993년: 국립중앙박물관 고고부 부장
- 1993 ~ 1998년: 국립광주박물관 관장
- 1994 ~ 1995년: 호남고고학회 회장
- 1998 ~ 2003년: 국립중앙박물관 학예연구실 실장
- 2003 ~ 2006년: 국립중앙박물관 관장
- 2006년: 용인대학교 문화재학과 교수
- 2007년 3월 ~ 2008년 2월: 전통문화연구소 소장
- 2008년 3월 8일 ~ 2011년 2월 8일: 문화재청 청장
- 2011년 2월 ~ 2013년: 용인대학교 문화재대학원 대학원장

## 가족
- 친조부: 이병도 친일식민사학자
  - 큰아버지: 이기령
  - 아버지: 이춘녕
    - 형: 이장무

  - 작은아버지: 이태령
  - 작은아버지: 이동녕
  - 고모부: 장욱진

## 생애
1947년 서울에서 태어났다. 공무원에 임용되어 국립중앙박물관 학예연구관(1974년 ~ 1984년), 국립경주박물관 학예연구실장(1984년~1986년), 국립중앙박물관 고고부장(1989년 ~ 1993년), 국립광주박물관 관장(1993년 ~ 1998년), 국립중앙박물관 학예연구실장(1998년 ~ 2003년), 국립중앙박물관 관장(2003년 ~ 2006년) 등을 역임하였다. 국립중앙박물관 관장 재직 중에는 아시아 국가 가운데 처음으로 세계박물관대회 2004를 유치하였다. 국립중앙박물관 관장 퇴임 후에는 용인대학교 예술대학 문화재보존학과 초빙교수로 활동했고, 2008년 1월 한국고고학회장에 취임하였다.
2008년 3월 이명박 정부에서 숭례문 방화 사건의 여파로 사임한 유홍준의 뒤를 이어 문화재청 청장에 임명되었다.

## 저서
- 《한국식 동검문화의 성격》(1994년)
- 《한국식동검의 조립식 구조에 대하여》(1995년)
- 《韓國 靑銅器 文化の 成立と 展開》(1997년)
- 《청동기 문화》(2000년)